# Lucerna siewna
Lucerna siewna (Medicago sativa L.) – gatunek rośliny należący do rodziny bobowatych. Rodzimy obszar jego występowania to Afryka Północna (Algieria, Libia, Maroko, Tunezja), znaczna część Azji i niemal cała Europa, ale rozprzestrzenił się także na niektórych innych obszarach Afryki (Egipt, Afryka Południowa, Azory), w Australii i na Nowej Zelandii, w Finlandii, w Ameryce Północnej i Południowej. Jest uprawiany w licznych rejonach świata. W Polsce jest uprawiany, często dziczejący, kenofit.

## Morfologia

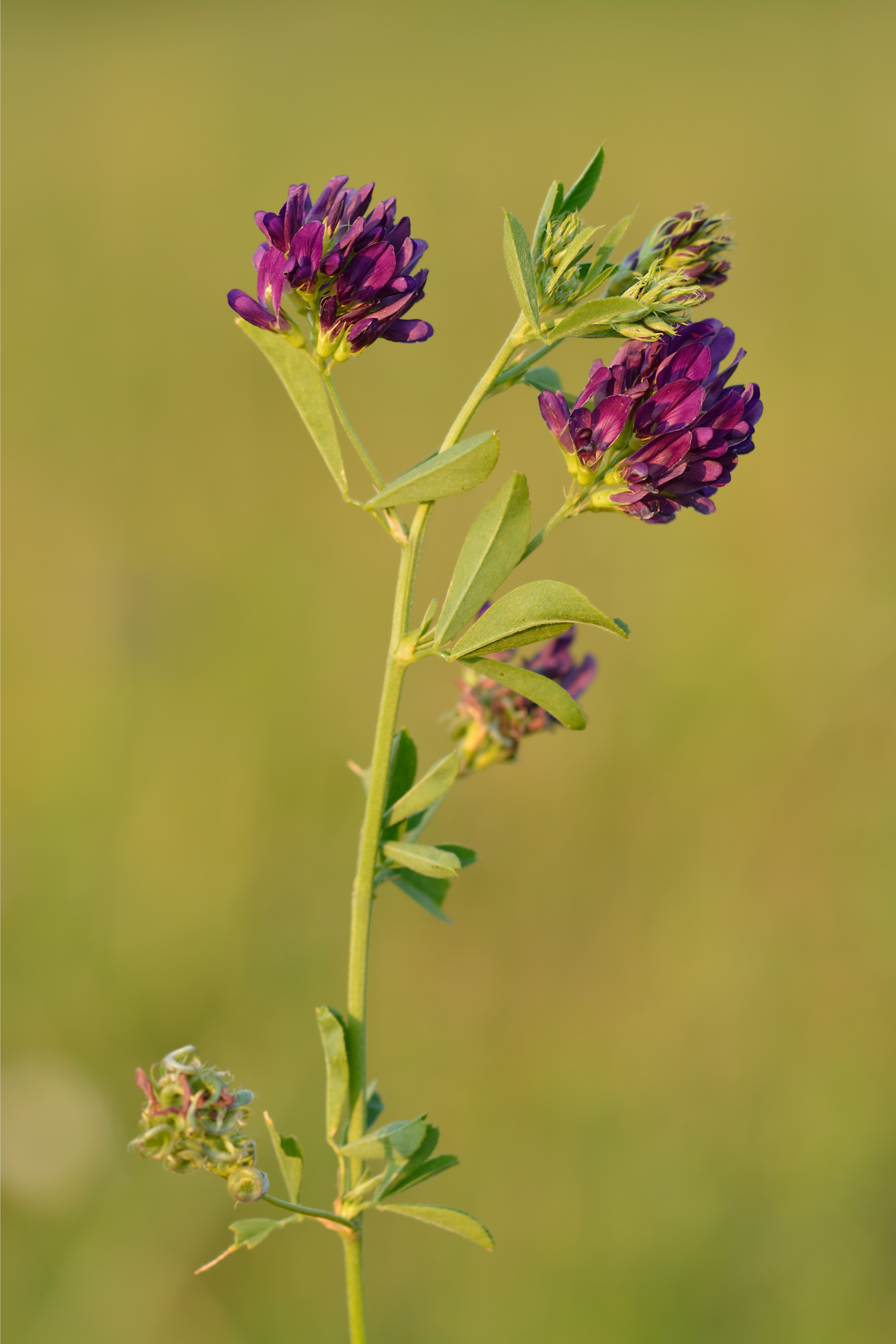
Pokrój

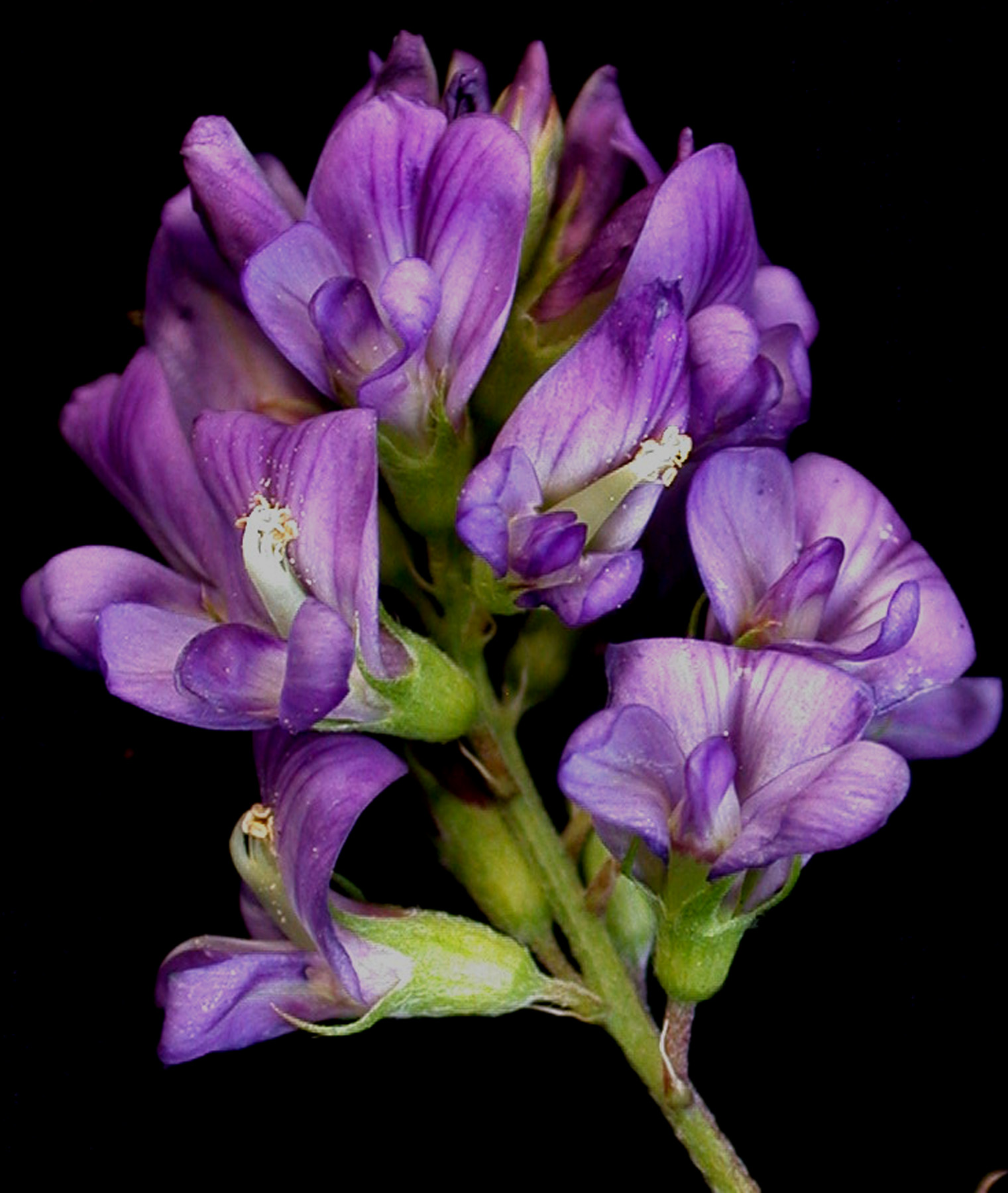
Kwiatostan

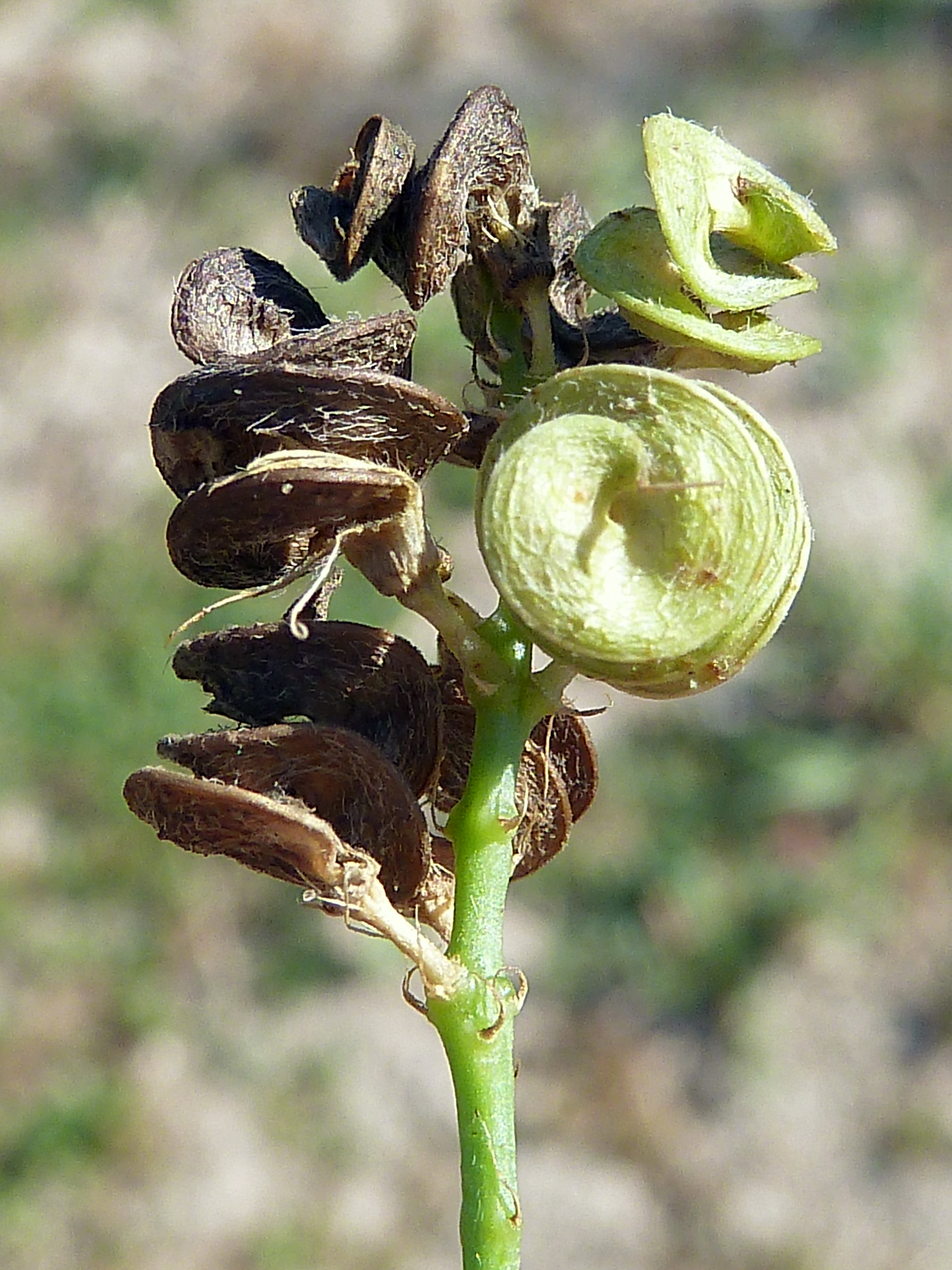
Owoce

ŁodygaProsta, wzniesiona, silnie rozgałęziona, osiąga długość 30–90 cm.
LiścieZłożone, trzylistkowe. Listki podłużne, owalne, na szczycie ząbkowane i zaostrzone.
KorzeńPalowy, drewniejący, bez rozgałęzień, rośnie na głębokość 3–10 m.
KwiatyFioletowe do purpurowych, zebrane w groniasty, główkowaty kwiatostan złożony z 5-30 kwiatków. Kwiaty wielkości 8–12 mm.
OwoceWielonasienny strąk, brunatny, skręcony z drobnymi, jasnobrązowymi, owalnymi nasionami.

## Biologia i ekologia
Bylina, hemikryptofit. Spotykana jest przede wszystkim w uprawie, ale często dziczeje i porasta także przydroża, murawy i zarośla. Kwitnie od maja do września. Nasiona powstać mogą wyłącznie w wyniku zapylenia krzyżowego, jest bowiem rośliną samopłonną – zarodki powstałe w wyniku zapylenia własnym pyłkiem obumierają. 

## Systematyka i zmienność
- Tworzy mieszańce z lucerną sierpowatą (lucerna pośrednia)[5]. W nowszych ujęciach taksonomicznych lucerna mieszańcowa jest uznawana za podgatunek lucerny siewnej – Medicago sativa L. nothosubsp. varia (Martyn) Arcang.Comp. fl. ital. 160. 1882[4].
- Liczne dawniej wyróżniane podgatunki i odmiany lucerny siewnej, jak również kilka innych gatunków, uważane są zwykle za synonimy typowej formy gatunku[4].

## Zastosowanie
- Roślina uprawna – uprawiana już w starożytności. Ze względu na dużą zawartość białka jest ważną rośliną pastewną[7]. Nadaje się na zielonkę, na siano i na kiszonkę, wchodzi w skład wielu mieszanek traw pastewnych[7]. 1 kg zielonki z lucerny ma wartość 0,15–0,20 jednostek owsianych, zawiera 25–40 g białka strawnego. 1 kg siana z lucerny odpowiada 0,45–0,70 j.o. i zawiera 90–160 g białka strawnego w zależności od fazy wegetacji. Zaletą lucerny jako rośliny paszowej jest wysoka zawartość białka, wapnia i karotenu[8]. Znajduje się w rejestrze roślin rolniczych Unii Europejskiej.
- Od niedawna jest używana również w celach spożywczych. Jej podkiełkowane nasiona nadają się do sałatek i na kanapki[9].